# Elekes József
Elekes József (Siménfalva, 1828 – Alsó-Siménfalva, 1897. június 25.) 1848-as huszárhadnagy, unitárius egyházi tanácsos. Tagja volt az osztrák császári neoabszolutizmus megdöntésére szervezett Makk-féle összeesküvésnek.

## Élete
1828-ban született Siménfalván. Apja Elekes György, 1829–1848 között helybeli unitárius mester (kántortanító). A helyi elemi iskola elvégzése után a székelykeresztúri Unitárius Algimnáziumban folytatja tanulmányait, bátyja, György (1826 – 1868) példáját követve. Feltehetően itt érte őt az 1848-as forradalom híre, amely a gimnázium ifjuságát is tüzelte, s merész akciókba lendítette. Itt jelentkezett a húszéves diák önkéntesen Mátyás huszárnak.
A szabadságharcot végigküzdötte, hadnagyként szerelt le. A reményt, hogy a forradalom ügyét diadalra lehet vinni a szabadságharc vérbefojtása után sem adta fel. Tagja volt az osztrák császári önkényuralom megdöntésére szervezett Makk-féle összeesküvésnek. Találkozóhelyük a kiskadácsi Marosi ház volt. Az árulás következtében leleplezett összeesküvés tagjait elítélték, Elekes József tíz év börtönbüntetést kapott.
Kiszabadulása után siménfalvi birtokán gazdálkodott, és feleségül vette Kurtus Annát (szül. 1830). Házasságukból nem született gyermek. A kiegyezés után Udvarhely vármegye megalakulásakor a haladó szellemű Daniel Gábor főispán mellett a volt honvédhuszárhadnagy és politikai fogoly közhivatalt vállalt. 1887-ben mint Udvarhely vármegyei alszámvevő összeütközésbe került Török alispánnal, de Daniel Gábor a lemondani szándékozó Elekes József mellett foglalt állást és a tisztújításkor újraválasztották.
Az udvarhelyszéki Unitárius Egyházkör vezetésében is tevékenyen részt vett. A „Városfalvi Bedő Sándor betegápolási alapítványnak” és az udvarhelyi unitárius egyházközség lelkészi és kántori fizetéséhez való hozzájárulási alapítvány betételének egyik tanúja, majd kurátora. A székelykeresztúri unitárius egyházközségben 1880-tól egyházközségi pénztárnok, később a pénztári vizsgálóbizottság előadója.
1897. június 25-én hajnali 4 órakor, élete 70. évében, hosszú szenvedés után Alsó-Siménfalván meghalt. Emlékére a siménfalvi Elekesek temetkezési helyén Kétméteres kőemlékoszlopot állítottak, melynek felirata: „ITT NYUGSZIK ELEKES JÓZSEF 1848-49. évi hvd. Mátyás-huszár hadnagy, 1852-57 évi politikai fogoly, szül 1828–ban, meghalt 1897. és hű neje KURTUS ANNA szül. 1830-ban.”